# Teoría F
La Teoría F  (F Theory) es una teoría cuántica de la gravedad introducida por Cumrun Vafa en 1996, como una extensión de la Teoría M en 12 dimensiones (12D). Vafa nombró su teoría de 12D con la letra "F" indicando que F significaba "Padre" (sigla F del inglés "Father"), ya que supuso que M de la Teoría M de 11D de Edward Witten significaba "Madre".

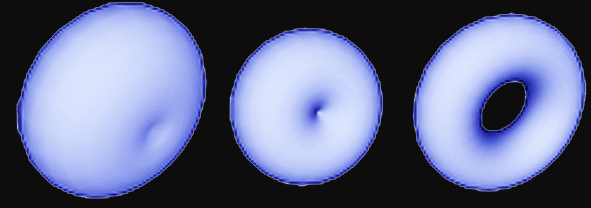
Diferentes geometrías de 2-toro

La Teoría F es formalmente una teoría 12-dimensional, pero la única forma de obtener un substrato espacio-temporal aceptable es compactificar esta teoría en 2-toro. De este modo, se obtiene la teoría de cuerdas de tipo IIB en 10 dimensiones. La simetría de dualidad-S del grupo SL(2,Z) de la teoría de cuerdas de tipo IIB, que resulta de la compactificación de la Teoría F, se manifiesta porque surge como el grupo de los grandes difeomorfismos del toro de dos dimensiones.

## Panorama general
La Teoría F de 12D permite explicar la autodualidad de la teoría de cuerdas de tipo IIB. Esta última presenta dos campos escalares conocidos como dilatón (que se relaciona con el acoplamiento de cuerdas) y axión (el campo CO de Ramond-Ramond). Los dos campos juntos dan lugar a un campo escalar complejo único, llamado la axio-dilatón. Este campo se puede interpretar como el llamado módulo de 2-toro (toro en 2 dimensiones), con forma de donut (más bien la superficie del donut). La reinterpretación geométrica de la simetría de dualidad-S de las supercuerdas de tipo IIB fue el origen de la Teoría F.
Al igual que los valores de los dos campos originales axión y dilatón, y el correspondiente campo axio-dilatón, varían para cada punto del espacio-tiempo 10D, la geometría y el tamaño del 2-toro asociado también varía. El espacio total puede ser descrito como un substrato elípticamente fibrado de 12D (10D base y 2D del toro). Como en la Teoría M, se asume que cuatro de las dimensiones base son planas, correspondiente a nuestro espacio-tiempo 4D. Las 8 dimensiones del espacio total 12D son consideradas la geometría interna de la teoría. Teniendo en cuenta ciertas condiciones, como la supersimetría y la estabilidad general, el espacio interno 8D debe ser realmente una variedad de Calabi-Yau 4, un tipo muy específico del espacio matemático. Además tiene que ser elípticamente fibrado.
A través de una cadena de dualidades, la Teoría F puede formularse indirectamente en términos de la Teoría M, y otra dualidad la conecta con la teoría de cuerdas heteróticas. Sin embargo, demostrar bien cómo funciona todo esto en detalle es una tarea muy larga.
La parte interesante de la Teoría F es que el fibrado elíptico (el toro) puede degenerar, es decir, puede convertirse en un círculo, reducirse a un punto o convertirse en cualquier morfología compleja que se pueda crear a partir de un toro. Al trabajar las matemáticas correspondientes, resulta que estas partes del espacio base donde están unidas los fibrados degenerados puede ser identificados con la posición de una 7-brana. Además, como la fibra puede degenerar en muchas formas diferentes -que conducen a singularidades no sólo en el fibrado elíptico sino también potencialmente en la variedad Calabi-Yau 4 en sí misma- se puede asociar, de hecho, a un grupo de gauge específico de rango superior a la 7-brana.
Por lo tanto, la 7-brana de la teoría F difiere de la normal D7-brana que se espera de la teoría de cuerdas de tipo IIB, y la correspondencia directa entre las dos no es tan sencillo como se podría esperar. Por ejemplo, en el marco de la teoría F se puede encontrar sin mucho esfuerzo grupos gauge de rango alto, tales como los excepcionales grupos E6, E7 o E8 que nunca se obtienen en la teoría perturbativa IIB. En otros casos, la 7-brana de la teoría F es realmente identificada con un O7-plano, que es un conjunto de puntos fijos de algunas simetrías del espacio-tiempo en la teoría de cuerdas IIB. El origen de estos grupos excepcionales puede entenderse en términos de redes de cuerdas entre las branas, que requieren tener plenamente en cuenta la citada simetría dualidad S.
Una gran ventaja de la teoría F es por tanto, que se puede obtener naturalmente muchos objetos diferentes del concepto unificado de las singularidades geométricas, las cuales están ausentes en la teoría perturbativa de tipo IIB o tienen que ser colocados artificialmente ad hoc. Esto es en parte debido a la naturaleza intrínsecamente no perturbativa de la teoría F.

## Teoría F y física 2-T
La Teoría F no es realmente una teoría física bitemporal (física 2-T), ya que cuenta con una signatura métrica (11,1), algo necesario para la interpretación euclídea de los espacios compactados (la variedad Calabi-Yau 4). Sin embargo, la signatura de las dos dimensiones adicionales es un tanto ambigua, debido a su carácter infinitesimal. Por ejemplo, la supersimetría de la Teoría F en un fondo espacio-temporal plano corresponde a la supersimetría del tipo IIB con 32 supercargas reales, lo que puede ser interpretado como la reducción dimensional de la supersimetría 12D quiral real de su espacio-tiempo en signatura (10,2), es decir, 10 dimensiones espaciales y 2 dimensiones temporales. En (11,1) dimensiones, el número mínimo de componentes, es decir, de supercargas, tendría que ser 64.

## Éxitos
- Nuevos modelos de TGU, teorías que tratan de unificar las fuerzas fundamentales de la naturaleza, han sido desarrolladas utilizando las Teoría F.[2]
- En términos generales, la Teoría F se puede compactar  en una variedad de fibrado elíptico (fibración elíptico), es decir, un haz fibrado, cuya fibra es un toro de dos dimensiones (también llamada una curva elíptica). Por ejemplo, una subclase de la variedad K3 es elípticamente fibrada, y este hecho permite afirmar que la Teoría F en una variedad K3 es también dual a la teoría de cuerdas heterónimas en un toro de dos (ocho dimensiones son grandes).

## Defectos
Como hemos visto, la Teoría F incluye geometrías de 12 dimensiones para conectar ciertos aspectos de las teorías de supercuerdas, aquellos que están detrás de la Teoría M. Sin embargo, esta teoría no analiza el espacio-tiempo 12D con rigurosidad; lo utiliza principalmente por conveniencia matemática. Dependiendo de la aplicación, la duodécima dimensión de la Teoría F puede ser a veces espacial y a veces temporal. Si se plantea la duodécima dimensión como temporal, el espacio-tiempo 12D tendría dos dimensiones temporales; en este caso, se violaría la relatividad de 12D.
Otras propuestas más algebraicas y geométricas que implican tiempos extra fueron estudiados bajo los títulos de Teoría S de I. Bars y Teoría U de C. Hull. Como la Teoría F, estas teorías también se centran en conectar ciertos aspectos de las teorías de supercuerdas, o de la poco conocida Teoría M,  a simetrías y propiedades geométricas del espacio-tiempo de dimensiones más altas.
Aunque sean útiles para ampliar las perspectivas simétricas de la Teoría M, ninguna de las aproximaciones comentadas investigaron las consecuencias de tener dimensiones extra del tiempo. Fueron construidas usando los tiempo extra como conveniencia matemática para discutir sobre simetrías, ignorando los desastres potenciales de fantasmas y violaciones de la causalidad que serían esperables si los tiempos extra fueran tomadas en cuenta seriamente. Estos problemas parecen haberse resuelto con la Teoría 2-T de Itzhak Bars.